# 11244 Andrékuipers
11244 Andrékuipers è un asteroide della fascia principale. Scoperto nel 1973, presenta un'orbita caratterizzata da un semiasse maggiore pari a 2,4271836 UA e da un'eccentricità di 0,1719634, inclinata di 3,64588° rispetto all'eclittica.
L'asteroide è dedicato all'astronauta olandese André Kuipers.